# 賈定
賈定（1447年—1497年），字仲一，河南開封府通許縣人，民籍，明朝政治人物。成化戊戌進士。官至山西僉事。

## 生平
早年出身國子生，河南鄉試第十五名。成化十四年（1478年）戊戌科進士。歷任平陽府絳州知州、京師保定府易州知州，弘治七年（1494年）官山西按察司僉事。成化十七年，制定救荒八事，並與百姓約定勿砍棗樹，作為荒年救荒之用，深受刑部左侍郎何喬新贊賞。

## 家族
曾祖賈彥弼，曾任知縣。祖父賈仕清，封監察御史。父賈恪，曾任布政司左參議。

## 墓葬
墓在其縣東三里。